# Irakli Abuseridze
Irakli Abuseridze (gruz. ირაკლი აბუსერიძე, wym. [irɑkʼli ɑbusɛridzɛ]; ur. w 25 listopada 1977 r. w Tbilisi) – gruziński rugbysta grający na pozycji łącznika młyna. Kapitan reprezentacji kraju, trzykrotny uczestnik pucharu świata.
Abuseridze zadebiutował w reprezentacji Lelos 26 stycznia 2000 roku w meczu przeciw drużynie włoskiej. Pomimo wysokiej porażki, postawa Abuseridze została zauważona i w kolejnym meczu kadry (z Portugalią) wystąpił w pierwszym składzie.
Trzykrotnie występował podczas pucharu świata: w 2003 (3 mecze), 2007 (4 mecze) i 2011 roku (4 mecze).
Karierę klubową Gruzin rozpoczynał od drużyn amatorskich, jednak po dobrych występach podczas Pucharu Świata w 2003 roku został zatrudniony przez francuskiego drugoligowca Stade Aurillacois. Po trzech sezonach, w 2006 roku przeniósł się do półamatorskiego RC Orléans, z którym to klubem występował w najwyższej klasie rozgrywek amatorskich we Francji. Następnie był zawodnikiem RC Auxerrois (w sezonie 2011/2012 trzecia liga amatorska), gdzie pełnił funkcję grającego trenera.
Karierę reprezentacyjną zakończył 9 marca 2013 roku wygranym spotkaniem z Hiszpanią w ramach Pucharu Narodów Europy.